# Глотов, Иван Андреевич
Иван Андреевич Глотов (1903, Петергофский уезд, Санкт-Петербургская губерния — 1979) — советский организатор кинопроизводства, директор киностудии «Ленфильм» (1940—1941, 1944—1954), директор Всесоюзного государственного института кинематографии (1941—1944).

## Биография
Родился в 1903 году в деревне Петровицы Петергофского уезда Петербургской губернии.
В 1919 году поступил в Петроградский педагогический институт, окончил общественно-экономический факультет института в 1925 году. С 1923 года состоял в рядах комсомола, в 1927 году вступил в ВКП(б).
После окончания педагогического института был направлен на работу в Мурманскую область на станцию Кола.
В 1928 году вернулся в Ленинград. Работал заведующим школой, инструктором, заведующим отделом народного образования, директором Дворца пионеров.
С 1935 по 1937 год — на партийной работе.
Постановлением Президиума Всероссийского Центрального Исполнительного Комитета от 27 мая 1938 года с 1 июня 1938 года был назначен председателем Оргкомитета Президиума ВЦИК по Мурманской области. Освобожден от должности председателя Оргкомитета Постановлением Президиума Верховного Совета РСФСР от 25 ноября 1939 года.
С 1940 по 1941 год работал директором киностудии «Ленфильм».
С 1941 по 1944 год — директор Всесоюзного государственного института кинематографии.
С 1944 по 1954 год — снова директор киностудии «Ленфильм».

## Комментарии
1. ↑  Деревня Петровицы[3] располагалась примерно в 3 км к западу от Глобиц, с 1980-х годов на картах не отмечается, ныне — урочище в Копорском сельском поселении Ломоносовского района, Ленинградская область[4].